# Milutin Ivković
Pour les articles homonymes, voir Ivković.
Milutin Ivković (cyrillique: Др.Mилутин Ивкoвић) (né le 1er mars 1906 à Belgrade dans le royaume de Serbie, et mort le 23 mai 1943 à Jajinci en Yougoslavie) était un joueur de football serbe.

## Biographie
Surnommé Milutinac, il joue en club au poste d'arrière droit pour les clubs serbes du SK Jugoslavija, puis il part au BASK Belgrade, et va finir sa carrière au FK Župa Aleksandrovac.
En sélection internationale, avec la Yougoslavie, il participe tout d'abord aux Jeux olympiques de 1928, avant de jouer en Uruguay la coupe du monde 1930, où le royaume de Yougoslavie finit quatrième du tournoi.
Il meurt fusillé par les Allemands en 1943, à 37 ans, pour acte de résistances à l'occupation. Deux semaines avant son exécution, il jouait encore au football. Aujourd'hui, une rue bordant le stade du Partizan Belgrade porte son nom.